# Maestro della Leggenda di sant'Orsola
Il Maestro della Leggenda di sant'Orsola (fl. XV secolo) è stato un pittore anonimo fiammingo attivo nell'ultimo quarto del XV secolo.
L'anonimo maestro fiammingo prende il nome da due ante di un altare con otto episodi relativi a Sant'Orsola, la principessa bretone martirizzata a Colonia insieme alle undicimila sue compagne: esso si trovava originariamente nel convento delle Suore Nere a Bruges, ed è oggi conservato presso il Groeningemuseum nella stessa città. Viene spesso chiamato anche Maestro della Leggenda di sant'Orsola di Bruges, per evitare confusioni col tedesco Maestro della Leggenda di sant'Orsola di Colonia.
Gli sono attribuiti anche un trittico con la Natività, ora conservato all'Institute of Arts di Detroit, le tavole con la Madonna col Bambino a Bruxelles e a Cherbourg e alcuni ritratti.
Il suo stile denota influenze da Rogier van der Weyden, Hans Memling e Hugo van der Goes.

## L'altare di Sant'Orsola
Questi gli otto episodi, rappresentati su uno dei lati delle ante grandi dell'altare:
1) Il re d'Inghilterra invia il messaggio al re di Bretagna
2) Fidanzamento di Orsola e imbarco delle vergini
3) Sant'Orsola si congeda dai genitori
4) Arrivo di Sant'Orsola a Colonia
5) Arrivo di Sant'Orsola a Roma e incontro col papa
6) Il papa e Sant'Orsola lasciano Roma
7) Ritorno a Colonia e martirio di Sant'Orsola
8) Venerazione delle reliquie di Sant'Orsola e delle vergini
Sull'altro lato delle ante grandi appaiono a monocromo i quattro evangelisti Giovanni, Matteo, Luca, Marco, più i quattro padri della Chiesa Girolamo, Gregorio Magno, Agostino, Ambrogio.
Sulle ante piccole il Maestro dipinse invece da una parte le allegorie del Vecchio e Nuovo Testamento, e dall'altra, realizzati a monocromo, l'Arcangelo Gabriele e la Vergine Maria.